# Аралика, Иван
Иван Аралица (хорв. Ivan Aralica; род. 10 сентября 1930, Промина) — хорватский писатель, эссеист, драматург, педагог. Член Хорватской академии наук и искусств.

## Биография
Родился близ г. Книна. Окончил педагогическое училище и философский факультет Задарского университета.
Учительствовал в селах Далмации. После периода увлечения идеями коммунизма, И. Аралица принял активное участие в событиях, известных как «Хорватская весна» (1971). Выступал за предоставление большей автономии Хорватии и свобод хорватам в СФРЮ.
Репрессии, обрушившиеся на хорватское национальное движение и последующая профессиональная и социальная деградация привели его к возвращению к христианским и католическими корнями, отказу от доктринерской пропагандистской литературы, формированию собственного литературного кредо.
После демократических перемен в Хорватии и распада Югославии, Аралица был избран в Хорватскую академию наук и искусств.
Занялся политикой. Вступил в правоцентристскую партию «Хорватское демократическое содружество» по спискам которой был избран вице-президентом парламента Хорватии.

## Творчество
И. Аралица — автор романов, повестей, рассказов, эссе и драм. По мнению специалистов, один из лучших хорватских романистов 2-й половины XX-го века.
Писал под влиянием, главным образом, реалистической фантастики и раннего модернизма, творчества Иво Андрича , Томаса Манна и Кнута Гамсуна.
С 1979 по 1989 писатель опубликовал восемь романов. Лучшие из них «Psi u trgovištu» (Псы на базаре, 1979), «Duše robova» (Души рабов, 1984), «Graditelj svratišta» (1986), «Asmodejev šal» (1988), в которых описываются драматические события в Хорватии, Боснии и Герцеговине с XVI по XVIII век, исторический пути хорватов, оказавшихся в центре «столкновения цивилизаций», трехвековой истории войн между Австрийской, Османской империями и Венецией.
Позже написал две книги публицистики (один о генезисе сербского империализма, другую — на тему исторических сложностей конфликта в Боснии и Герцеговине), ряд сатирических и политических памфлетов.

## Избранные произведения
Романы
- Konjanik (1971)
- Psi u trgovištvu (1979)
- Put bez sna (1982)
- Duše robova (1984)
- Graditelj svratišta (1986)
- Majka Marija (1992)
- Zadah ocvalog imperija (1991)
- Sokak triju ruža

Сборник рассказов и эссе
- Opsjene paklenih crteža (1977)

Киносценарии
- Жизнь с дядей / Zivot sa stricem (1987)
- Sokak triju ruza (видео, 1992)
- Gospa (1995)
- Cetverored (1999)
- Всадник / Konjanik (2003)

## Награды
- Орден Короля Дмитара Звонимира (1995)[2].
- Орден Хорватской звезды с ликом Марка Марулича (1995).
- Государственная премия в области искусств Хорватии имени Владимира Назора (2010).